# Carry You
«Carry You» es una canción de la boy-band inglesa, Union J. Es el sencillo debut de la banda incluida es su primer álbum de estudio Union J. La canción fue lanzada como sencillo el 2 de junio de 2013 en Irlanda e Inglaterra.

## Antecedentes
Durante una presentación en Cardiff el 15 de diciembre de 2012, la banda anunció que habían firmado un contrato discográfico con Sony Music. En enero de 2013, se reveló que habían firmado con la subdivisión RCA Records. El 14 de enero se anunció que la banda estaba grabando su sencillo debut ese mismo día en Londres, y el 8 de abril, la banda reveló el nombre del sencillo, "Carry You", y además publicaron la carátula, donde se publicó el logo de la banda.
La canción fue estrenada por radio el 22 de abril de 2013. También subieron ese mismo día el audio oficial a la cuenta oficial Vevo de la banda.

## Vídeo musical
El 30 de marzo, la banda publicó en su cuenta oficial de Twitter, que el video musical del sencillo estaba siendo filmado. El 16 de abril, Daily Mail publicó fotos del grupo grabando el video. Un tráiler fue publicado el 26 de abril en la cuenta Vevo de la banda. El video completo fue estrenado el 29 de abril en Capital TV.
El vídeo fue filmado en Nottingham e incluye imágenes de los chicos de compras, andando en Skateboarding y cantando. George Shelley tuvo que aprender a montar en skate para el vídeo, mientras que JJ Hamblett no estaba de acuerdo con tener que montar en una bicicleta floreada rosa.
En julio de 2013, se lanzó un segundo video de la pista, con escenas de Kick-Ass 2, que presenta la pista. Los clips del video musical también se incluyeron en una escena de la película.

## Críticas
Robert Copsey de Digital Spy le dio a la canción una crítica mixta y mencionó cómo las constantes comparaciones de Union J con One Direction podrían obstaculizar el éxito futuro.
El debut de Union J posterior a X Factor es un ejercicio altamente calculado para abrirse camino sin alterar demasiado las plumas. "No vuelvas a decir que te sientes solo/ Solo ponme tus problemas a mí", insiste George Shelley sobre un piano desafiante y sintetizadores espaciosos, delante de un coro cursi con un gancho convenientemente molesto. El resultado logra su objetivo, pero al hacerlo, carece del impacto necesario para la supervivencia.

## Presentaciones en vivo
La canción fue presentada en vivo por primera vez en Futurehits Live 2013. La banda también cantó la canción en Britain's Got More Talent el 30 de mayo de 2013.

## Lista de canciones
Descarga digital
1. Carry You - 3:06
2. Carry You (Karaoke Version) - 3:06
3. Carry You (Steve Smart & WestFunk Remix) - 2:55
4. Carry You (Cutmore Remix) - 3:02

## Posicionamiento en listas
| Lista (2013)                           | Mejor posición |
| -------------------------------------- | -------------- |
| Irlanda (IRMA)                         | 12             |
| Escocia (Scottish Singles Sales Chart) | 4              |
| Eslovaquia (Rádio Top 100)             | 46             |
| Reino Unido (UK Singles Chart)         | 6              |

## Lanzamientos
| País           | Fecha              | Formato          | Discográfica            |
| -------------- | ------------------ | ---------------- | ----------------------- |
| Indonesia      | 10 de mayo de 2013 | Descarga digital | Sony Music              |
| United Kingdom | 2 de junio de 2013 | Descarga digital | RCA Records, Sony Music |
| Irlanda        | 2 de junio de 2013 | Descarga digital | RCA Records, Sony Music |
| Canadá         | 2 de junio de 2013 | Descarga digital | RCA Records, Sony Music |
| Estados Unidos | 2 de junio de 2013 | Descarga digital | RCA Records, Sony Music |